# Monumento a Moret
El Monumento a Moret es un monumento situado en Cádiz, España, dedicado al político español Segismundo Moret, quién fue nombrado hijo predilecto de la ciudad. Diseñado por Agustín Querol, consiste en una estatua de bronce del político colocada sobre un pedestal que muestra relieves alegóricos. 

## Historia y descripción
El monumento fue financiado mediante suscripción popular, el diseño fue adjudicado a Agustín Querol. La primera piedra fue colocada en febrero de 1908.
El monumento fue inaugurado el 28 de noviembre de 1909. Fue un caso relativamente raro de inauguración, ya que el homenajeado aún se encontraba vivo. Moret habría comentado que no le gustaban ese tipo de homenajes en vida, añadiendo que tenía "la sensación de que le costaría algún disgusto, pues la fortuna es muy veleidosa para los políticos". El escultor Querol falleció pocos días después de la inauguración del monumento.
Rodolfo Gil y Fernández describió la estatua de bronce de la siguiente manera: "La figura del orador se yergue con no afectada arrogancia delante de su escaño parlamentario: la frente alta, la expresión serena y expectante, con su barba venerable y sus mostachos típicos, cruzados los brazos con gran naturalidad, apretando en su diestra las notas que para rectificar recogiera del discurso del adversario. Acaba de levantarse para contestar, y su gesto es vigoroso, de seguridad en sí mismo. Dijérase que se dispone á escuchar; dijérase que medita su réplica."  
Los cuatro lados del monumento muestran inscripciones que dicen respectivamente: "patriotismo","libertad" ,"lealtad" ,"elocuencia". En el anverso hay un cartucho de mármol que dice:"cádiz a moret".
La inscripción en la parte posterior del pedestal dice: "este monumento fue erigido por suscripción popular iniciada por el excelentísimo ayuntamiento a propuesta de su alcalde presidente excmo. e ilmo. don cayetano del toro y quartiellers. año 1906".
En 1953, el monumento fue trasladado desde su ubicación original en la plaza de San Juan de Dios (entonces conocida como "plaza de Isabel II") a la plaza de Sevilla. En 1960 fue trasladado nuevamente, esta vez a la plaza de la Aduana. Finalmente, el monumento fue devuelto a su ubicación original en 2012.